# 張寶泉
张宝泉，河北霸州人，祖籍山西洪洞，明初移民至霸州大何庄居住。清朝武进士。

## 生平
1877年，光绪丁丑科（三年）殿试二甲第十六名武进士，任职乾清门花翎侍卫（正五品），因不满当时的官场作风，后辞官回家。在家中，朝廷为其修建了侍卫府，后街临街的大门楼有光绪皇帝亲赐的竖匾一块，上写“御前侍卫府”，直到1958年四清运动中被拆除。